# Гем O
Гем О — вид гема, участвует в кислородном окислении некоторых бактерий. Отличается от близкого ему гема А наличием метильной группой у восьмого атома кольца вместо формилной группы. Изопреноидная цепь во второй позиции ничем не отличается.
Гем О был обнаружен в бактерии Escherichia coli , где он участвует в кислородном окислении также как и гем А у млекопитающих.